# Lagarrigue (Lot y Garona)
 Lagarrigue  es una población y comuna francesa, en la región de Aquitania, departamento de Lot y Garona, en el distrito de Agen y cantón de Port-Sainte-Marie.

## Demografía
| 158 | 172 | 168 | 212 | 280 | 270 |
| Para los censos de 1962 a 1999 la población legal corresponde a la población sin duplicidades (Fuente: INSEE [Consultar]) |     |     |     |     |     |